# Campeonato Peruano de Voleibol Feminino de 2023–24 - Série A
A Liga Nacional de Voleibol Feminino de 2023–24 - Série A por questões de patrocínio Liga Nacional de Voleibol Feminino "Apuesta Total" foi a 22ª edição desta competição organizada pela FPV. Também é a 54ª edição do Campeonato Peruano de Voleibol Feminino, a principal competição entre clubes de voleibol feminino do Peru. Participaram do torneio doze equipes provenientes de duas regiões peruanas, ou seja, de Callao (região), Lima (região).
O time Alianza Lima conquistou seu primeiro título da LNSV, totalizando quatro títulos nacionais, venceu a série final diante do UMSP, e a oposto francesa Maëva Orlé foi premiada na sua função e como a melhor jogadora da edição.

## Equipes participantes
| Equipe                              | Cidade       | Última participação | Temporada 2022/2023 |
| ----------------------------------- | ------------ | ------------------- | ------------------- |
| Regatas Lima                        | Lima         | A1 2022/2023        | 1º                  |
| Club Alianza Lima Vóley             | Lima         | A1 2022/2023        | 2º                  |
| Universidad de San Martín de Porres | Lima         | A1 2022/2023        | 3º                  |
| Deportivo Wanka                     | Lima         | A1 2022/2023        | 4º                  |
| Rebaza Acosta                       | Callao       | A1 2022/2023        | 5º                  |
| Circolo Sportivo Italiano           | Lima         | A1 2022/2023        | 6º                  |
| Géminis de Comas                    | Lima         | A1 2022/2023        | 7º                  |
| Olva Latino                         | Pueblo Libre | A1 2022/2023        | 8º                  |
| Túpac Amaru                         | Lima         | A1 2022/2023        | 9º                  |
| Deportivo Soan                      | Lima         | A1 2022/2023        | 10º                 |
| Deportivo Alianza                   | Lima         | A1 2022/2023        | 11º                 |
| Universitario                       | Lima         | LINV                | 1º                  |

## Primeira fase
A primeira etapa da competição foi no sistema de todos conta todos, ao final das 11 rodadas as oito melhores equipes, disputaram um octogonal, sendo que a primeira colocada recebe para a próxima fase 2 pontos de bonificação e de maneira análoga a segunda colocada 1 ponto, todas se enfrentaram para formar as quartas de final, depois semifinais e final.
Já as equipes eliminadas da primeira fase, ou seja, do nono ao décimo segundo lugar jogarão quadrangular de permanência, todos se enfrentando, ao final a última colocada disputará  o reclassificatório com o vice-campeão da Liga Intermediária (A2) de 2024, o perdedor disputará Liga Intermediária (A2) de 2025.

### Classificação
- Vitória por 3 sets a 0 ou 3 a 1: 3 pontos para o vencedor;
- Vitória por 3 sets a 2: 2 pontos para o vencedor e 1 ponto para o perdedor.
- Não comparecimento, a equipe perde 2 pontos.
- Em caso de igualdade por pontos, os seguintes critérios servem como desempate: número de vitórias, média de sets e média de pontos.

|  |                                            |
|  | Equipes classificadas para a Segunda fase. |
|  | Quadrangular de permanência                |

|     |                           |     | Jogos | Jogos | Jogos | Resultados | Resultados | Resultados | Resultados | Resultados | Resultados | Sets | Sets | Sets   | Pontos | Pontos | Pontos |
| Pos | Equipe                    | Pts | T     | V     | D     | 3–0        | 3–1        | 3–2        | 2–3        | 1–3        | 0–3        | V    | P    | R      | V      | P      | R      |
| --- | ------------------------- | --- | ----- | ----- | ----- | ---------- | ---------- | ---------- | ---------- | ---------- | ---------- | ---- | ---- | ------ | ------ | ------ | ------ |
| 1   | UMSP                      | 32  | 11    | 11    | 0     | 9          | 1          | 1          | 0          | 0          | 0          | 33   | 3    | 11,000 | 878    | 633    | 1.387  |
| 2   | Alianza Lima              | 30  | 11    | 10    | 1     | 6          | 3          | 1          | 1          | 0          | 0          | 32   | 8    | 4,000  | 947    | 714    | 1.326  |
| 3   | Regatas Lima              | 27  | 11    | 9     | 2     | 6          | 2          | 1          | 1          | 0          | 1          | 29   | 10   | 2.900  | 915    | 753    | 1.215  |
| 4   | Géminis de Comas          | 21  | 11    | 7     | 4     | 4          | 1          | 2          | 2          | 2          | 0          | 27   | 17   | 1.588  | 958    | 901    | 1.063  |
| 5   | Universitario             | 18  | 11    | 6     | 5     | 3          | 2          | 1          | 1          | 2          | 2          | 22   | 19   | 1.158  | 891    | 864    | 1.031  |
| 6   | Rebaza Acosta             | 17  | 11    | 6     | 5     | 4          | 1          | 1          | 0          | 1          | 4          | 19   | 18   | 1.056  | 827    | 754    | 1.097  |
| 7   | Circolo Sportivo Italiano | 15  | 11    | 5     | 6     | 4          | 0          | 1          | 1          | 3          | 2          | 20   | 20   | 1,000  | 848    | 854    | 0.993  |
| 8   | Deportivo Soan            | 15  | 11    | 4     | 7     | 2          | 2          | 0          | 3          | 1          | 3          | 19   | 23   | 0.826  | 880    | 889    | 0.990  |
| 9   | Olva Latino               | 11  | 11    | 4     | 7     | 2          | 0          | 2          | 1          | 0          | 6          | 14   | 25   | 0.560  | 766    | 873    | 0.877  |
| 10  | Deportivo Wanka           | 7   | 11    | 3     | 8     | 0          | 1          | 2          | 0          | 1          | 7          | 10   | 29   | 0.345  | 763    | 903    | 0.845  |
| 11  | Túpac Amaru               | 4   | 11    | 1     | 10    | 1          | 0          | 0          | 1          | 3          | 6          | 8    | 30   | 0.267  | 670    | 894    | 0.749  |
| 12  | Deportivo Alianza         | 1   | 11    | 0     | 11    | 0          | 0          | 0          | 1          | 0          | 10         | 2    | 33   | 0.061  | 546    | 854    | 0.639  |

#### 1ª Rodada
Resultados
| Data       | Hora  |                           | Placar |                   | Set 1 | Set 2 | Set 3 | Set 4 | Set 5 | Total  | Relatório |
| ---------- | ----- | ------------------------- | ------ | ----------------- | ----- | ----- | ----- | ----- | ----- | ------ | --------- |
| 17/11/2023 | 15:00 | Deportivo Wanka           | 3–1    | Túpac Amaru       | 25–14 | 21–25 | 25–18 | 29–27 |       | 100–84 | Relatório |
| 17/11/2023 | 17:30 | UMSP                      | 3–0    | Deportivo Soan    | 25–14 | 25–15 | 25–15 |       |       | 75–44  | Relatório |
| 18/11/2023 | 15:00 | Rebaza Acosta             | 3–0    | Olva Latino       | 25–16 | 25–17 | 25–15 |       |       | 75–48  | Relatório |
| 18/11/2023 | 17:30 | Regatas Lima              | 2–3    | Géminis de Comas  | 23–25 | 25–18 | 25–23 | 18–25 | 6–15  | 97–106 | Relatório |
| 19/11/2023 | 15:00 | Circolo Sportivo Italiano | 3–1    | Túpac Amaru       | 25–14 | 21–25 | 25–18 | 29–27 |       | 100–84 | Relatório |
| 19/11/2023 | 17:30 | Alianza Lima              | 3–0    | Deportivo Alianza | 25–8  | 25–13 | 25–15 |       |       | 75–36  | Relatório |

#### 2ª Rodada
Resultados
| Data       | Hora  |                 | Placar |                           | Set 1 | Set 2 | Set 3 | Set 4 | Set 5 | Total | Relatório |
| ---------- | ----- | --------------- | ------ | ------------------------- | ----- | ----- | ----- | ----- | ----- | ----- | --------- |
| 24/11/2023 | 15:00 | Rebaza Acosta   | 3–0    | Circolo Sportivo Italiano | 25–14 | 25–19 | 25–14 |       |       | 75–47 | Relatório |
| 24/11/2023 | 17:30 | Regatas Lima    | 3–0    | Deportivo Alianza         | 25–10 | 25–15 | 25–16 |       |       | 75–41 | Relatório |
| 25/11/2023 | 15:00 | Deportivo Wanka | 0–3    | Géminis de Comas          | 22–25 | 22–25 | 12–25 |       |       | 56–75 | Relatório |
| 25/11/2023 | 17:30 | Alianza Lima    | 3–0    | Túpac Amaru               | 25–9  | 25–20 | 25–15 |       |       | 75–44 | Relatório |
| 26/11/2023 | 15:00 | UMSP            | 3–0    | Olva Latino               | 25–17 | 25–18 | 25–10 |       |       | 75–45 | Relatório |
| 26/11/2023 | 17:30 | Universitario   | 1–3    | Deportivo Soan            | 25–18 | 18–25 | 14–25 | 16–25 |       | 73–93 | Relatório |

#### 3ª Rodada
Resultados
| Data       | Hora  |                   | Placar |                           | Set 1 | Set 2 | Set 3 | Set 4 | Set 5 | Total  | Relatório |
| ---------- | ----- | ----------------- | ------ | ------------------------- | ----- | ----- | ----- | ----- | ----- | ------ | --------- |
| 28/11/2023 | 12:30 | Deportivo Alianza | 0–3    | Túpac Amaru               | 9–25  | 18–25 | 13–25 |       |       | 40–75  | Relatório |
| 28/11/2023 | 15:00 | Regatas Lima      | 3–0    | Deportivo Soan            | 25–20 | 25–13 | 25–14 |       |       | 75–47  | Relatório |
| 28/11/2023 | 17:30 | Alianza Lima      | 3–1    | Géminis de Comas          | 25–18 | 22–25 | 25–15 | 25–17 |       | 97–75  | Relatório |
| 30/11/2023 | 12:30 | Deportivo Wanka   | 0–3    | Rebaza Acosta             | 19–25 | 17–25 | 16–25 |       |       | 52–75  | Relatório |
| 30/11/2023 | 15:00 | UMSP              | 3–0    | Circolo Sportivo Italiano | 25–18 | 25–15 | 25–21 |       |       | 75–54  | Relatório |
| 30/11/2023 | 17:30 | Universitario     | 3–2    | Olva Latino               | 21–25 | 25–16 | 25–17 | 20–25 | 15–11 | 106–94 | Relatório |

#### 4ª Rodada
Resultados
| Data      | Hora  |                   | Placar |                           | Set 1 | Set 2 | Set 3 | Set 4 | Set 5 | Total  | Relatório |
| --------- | ----- | ----------------- | ------ | ------------------------- | ----- | ----- | ----- | ----- | ----- | ------ | --------- |
| 1/12/2023 | 12:30 | Deportivo Alianza | 0–3    | Géminis de Comas          | 18–25 | 22–25 | 18–25 |       |       | 58–75  | Relatório |
| 1/12/2023 | 15:00 | Regatas Lima      | 3–1    | Túpac Amaru               | 25–17 | 25–27 | 25–16 | 25–16 |       | 100–76 | Relatório |
| 2/12/2023 | 12:30 | UMSP              | 3–0    | Deportivo Wanka           | 25–14 | 25–14 | 25–22 |       |       | 75–50  | Relatório |
| 2/12/2023 | 15:00 | Universitario     | 3–1    | Circolo Sportivo Italiano | 25–22 | 23–25 | 25–23 | 25–16 |       | 98–86  | Relatório |
| 3/12/2023 | 12:30 | Deportivo Soan    | 2–3    | Olva Latino               | 21–25 | 25–16 | 25–16 | 23–25 | 11–15 | 105–97 | Relatório |
| 3/12/2023 | 15:00 | Alianza Lima      | 3–0    | Rebaza Acosta             | 25–19 | 25–17 | 25–23 |       |       | 75–59  | Relatório |

#### 5ª Rodada
Resultados
| Data       | Hora  |                   | Placar |                           | Set 1 | Set 2 | Set 3 | Set 4 | Set 5 | Total   | Relatório |
| ---------- | ----- | ----------------- | ------ | ------------------------- | ----- | ----- | ----- | ----- | ----- | ------- | --------- |
| 9/12/2023  | 12:30 | Túpac Amaru       | 0–3    | Géminis de Comas          | 12–25 | 9–25  | 16–25 |       |       | 37–75   | Relatório |
| 9/12/2023  | 15:00 | Regatas Lima      | 3–0    | Olva Latino               | 25–19 | 25–22 | 25–17 |       |       | 75–58   | Relatório |
| 9/12/2023  | 17:30 | Universitario     | 3–1    | Deportivo Wanka           | 25–21 | 20–25 | 25–23 | 25–22 |       | 95–91   | Relatório |
| 10/12/2023 | 12:30 | Deportivo Alianza | 0–3    | Rebaza Acosta             | 9–25  | 12–25 | 21–25 |       |       | 42–75   | Relatório |
| 10/12/2023 | 15:00 | Deportivo Soan    | 2–3    | Circolo Sportivo Italiano | 25–18 | 25–20 | 18–25 | 19–25 | 19–21 | 106–109 | Relatório |
| 10/12/2023 | 17:30 | Alianza Lima      | 2–3    | UMSP                      | 25–18 | 25–23 | 18–25 | 24–26 | 6–15  | 98–107  | Relatório |

#### 6ª Rodada
Resultados
| Data       | Hora  |                   | Placar |                           | Set 1 | Set 2 | Set 3 | Set 4 | Set 5 | Total   | Relatório |
| ---------- | ----- | ----------------- | ------ | ------------------------- | ----- | ----- | ----- | ----- | ----- | ------- | --------- |
| 15/12/2023 | 15:00 | Olva Latino       | 0–3    | Circolo Sportivo Italiano | 16–25 | 21–25 | 19–25 |       |       | 56–75   | Relatório |
| 15/12/2023 | 17:30 | Deportivo Alianza | 0–3    | UMSP                      | 8–25  | 13–25 | 18–25 |       |       | 39–75   | Relatório |
| 16/12/2023 | 12:30 | Deportivo Soan    | 2–3    | Deportivo Wanka           | 25–22 | 25–13 | 16–25 | 22–25 | 12–15 | 100–100 | Relatório |
| 16/12/2023 | 15:00 | Túpac Amaru       | 1–3    | Rebaza Acosta             | 16–25 | 17–25 | 25–16 | 15–25 |       | 73–91   | Relatório |
| 16/12/2023 | 17:30 | Regatas Lima      | 3–2    | Géminis de Comas          | 18–25 | 25–22 | 22–25 | 25–16 | 15–9  | 105–97  | Relatório |
| 17/12/2023 | 15:30 | Universitario     | 1–3    | Alianza Lima              | 14–25 | 25–22 | 14–25 | 21–25 |       | 74–97   | Relatório |

#### 7ª Rodada
Resultados
| Data     | Hora  |                   | Placar |                           | Set 1 | Set 2 | Set 3 | Set 4 | Set 5 | Total  | Relatório |
| -------- | ----- | ----------------- | ------ | ------------------------- | ----- | ----- | ----- | ----- | ----- | ------ | --------- |
| 5/1/2024 | 15:00 | Túpac Amaru       | 0–3    | UMSP                      | 15–25 | 13–25 | 17–25 |       |       | 45–75  | Relatório |
| 5/1/2024 | 17:30 | Regatas Lima      | 3–1    | Circolo Sportivo Italiano | 25–17 | 27–29 | 25–19 | 25–14 |       | 102–79 | Relatório |
| 6/1/2024 | 15:00 | Deportivo Alianza | 0–3    | Universitario             | 14–25 | 10–25 | 12–25 |       |       | 36–75  | Relatório |
| 6/1/2024 | 17:30 | Géminis de Comas  | 2–3    | Rebaza Acosta             | 25–22 | 27–25 | 19–25 | 16–25 | 10–15 | 97–112 | Relatório |
| 7/1/2024 | 15:00 | Olva Latino       | 3–0    | Deportivo Wanka           | 27–25 | 25–16 | 25–19 |       |       | 77–60  | Relatório |
| 7/1/2024 | 17:30 | Deportivo Soan    | 0–3    | Alianza Lima              | 19–25 | 24–26 | 13–25 |       |       | 56–76  | Relatório |

#### 8ª Rodada
Resultados
| Data      | Hora  |                           | Placar |                   | Set 1 | Set 2 | Set 3 | Set 4 | Set 5 | Total | Relatório |
| --------- | ----- | ------------------------- | ------ | ----------------- | ----- | ----- | ----- | ----- | ----- | ----- | --------- |
| 12/1/2024 | 15:00 | Deportivo Soan            | 3–0    | Deportivo Alianza | 25–19 | 25–18 | 25–21 |       |       | 75–58 | Relatório |
| 12/1/2024 | 17:30 | Circolo Sportivo Italiano | 3–0    | Deportivo Wanka   | 25–14 | 25–17 | 25–17 |       |       | 75–48 | Relatório |
| 13/1/2024 | 15:00 | Túpac Amaru               | 0–3    | Universitario     | 18–25 | 18–25 | 7–25  |       |       | 43–75 | Relatório |
| 13/1/2024 | 17:30 | Regatas Lima              | 3–0    | Rebaza Acosta     | 25–20 | 25–23 | 25–17 |       |       | 75–60 | Relatório |
| 14/1/2024 | 15:00 | Olva Latino               | 0–3    | Alianza Lima      | 11–25 | 16–25 | 23–25 |       |       | 50–75 | Relatório |
| 14/1/2024 | 17:30 | Géminis de Comas          | 1–3    | UMSP              | 23–25 | 25–21 | 20–25 | 13–25 |       | 81–96 | Relatório |

#### 9ª Rodada
Resultados
| Data      | Hora  |                           | Placar |                   | Set 1 | Set 2 | Set 3 | Set 4 | Set 5 | Total   | Relatório |
| --------- | ----- | ------------------------- | ------ | ----------------- | ----- | ----- | ----- | ----- | ----- | ------- | --------- |
| 19/1/2024 | 15:00 | Túpac Amaru               | 0–3    | Deportivo Soan    | 25–19 | 25–15 | 25–23 |       |       | 75–57   | Relatório |
| 19/1/2024 | 17:30 | Regatas Lima              | 3–0    | Deportivo Wanka   | 25–11 | 25–23 | 25–12 |       |       | 75–46   | Relatório |
| 20/1/2024 | 15:00 | Olva Latino               | 1–3    | Deportivo Alianza | 21–25 | 25–22 | 18–25 | 12–25 |       | 76–97   | Relatório |
| 20/1/2024 | 17:30 | Circolo Sportivo Italiano | 0–3    | Alianza Lima      | 22–25 | 18–25 | 13–25 |       |       | 53–75   | Relatório |
| 21/1/2024 | 15:00 | Rebaza Acosta             | 0–3    | UMSP              | 22–25 | 18–25 | 13–25 |       |       | 53–75   | Relatório |
| 21/1/2024 | 17:30 | Géminis de Comas          | 3–2    | Universitario     | 16–25 | 27–25 | 23–25 | 25–22 | 15–8  | 106–105 | Relatório |

#### 10ª Rodada
Resultados
| Data      | Hora  |                           | Placar |                   | Set 1 | Set 2 | Set 3 | Set 4 | Set 5 | Total   | Relatório |
| --------- | ----- | ------------------------- | ------ | ----------------- | ----- | ----- | ----- | ----- | ----- | ------- | --------- |
| 26/1/2024 | 15:00 | Circolo Sportivo Italiano | 3–0    | Deportivo Alianza | 25-21 | 25-11 | 25-21 |       |       | 75–0    | Relatório |
| 26/1/2024 | 17:30 | Olva Latino               | 3–2    | Túpac Amaru       | 25–19 | 25–27 | 25–21 | 22–25 | 16–14 | 113–106 | Relatório |
| 27/1/2024 | 15:00 | Géminis de Comas          | 3–1    | Deportivo Soan    | 25–19 | 21–25 | 25–21 | 25–20 |       | 96–85   | Relatório |
| 27/1/2024 | 17:30 | Rebaza Acosta             | 0–3    | Deportivo Soan    | 23–25 | 24–26 | 21–25 |       |       | 68–76   | Relatório |
| 28/1/2024 | 15:00 | Deportivo Wanka           | 0–3    | Alianza Lima      | 15–25 | 12–25 | 18–25 |       |       | 45–75   | Relatório |
| 28/1/2024 | 17:30 | Regatas Lima              | 0–3    | UMSP              | 22–25 | 23–25 | 21–25 |       |       | 66–75   | Relatório |

#### 11ª Rodada
Resultados
| Data     | Hora  |                           | Placar |                   | Set 1 | Set 2 | Set 3 | Set 4 | Set 5 | Total  | Relatório |
| -------- | ----- | ------------------------- | ------ | ----------------- | ----- | ----- | ----- | ----- | ----- | ------ | --------- |
| 2/2/2024 | 15:00 | Deportivo Wanka           | 3–2    | Deportivo Alianza | 16–25 | 25–17 | 23–25 | 25–17 | 15–13 | 104–97 | Relatório |
| 2/2/2024 | 17:30 | Rebaza Acosta             | 1–3    | Deportivo Soan    | 18–25 | 18–25 | 25–19 | 23–25 |       | 84–94  | Relatório |
| 3/2/2024 | 15:00 | Géminis de Comas          | 3–0    | Olva Latino       | 25–12 | 25–22 | 25–19 |       |       | 75–53  | Relatório |
| 3/2/2024 | 17:30 | UMSP                      | 3–0    | Universitario     | 25–20 | 25–20 | 25–18 |       |       | 75–58  | Relatório |
| 4/2/2024 | 15:00 | Circolo Sportivo Italiano | 2–0    | Túpac Amaru       | 25–10 | 25–18 | 25–13 |       |       | 75–41  | Relatório |
| 4/2/2024 | 17:30 | Regatas Lima              | 2–3    | Alianza Lima      | 16–25 | 26–24 | 18–25 | 25–18 | 7–15  | 92–107 | Relatório |

## Segunda fase
A segunda fase todos se enfrentam  e ao final das sete rodadas definem-se os confrontos da quartas de final 1 X 8, 2 X 7, 3 X 6, 4 X 5, numa série melhor de três partidas, de forma análoga as semifinais e final.

### Classificação
- Vitória por 3 sets a 0 ou 3 a 1: 3 pontos para o vencedor;
- Vitória por 3 sets a 2: 2 pontos para o vencedor e 1 ponto para o perdedor.
- Não comparecimento, a equipe perde 2 pontos.
- Em caso de igualdade por pontos, os seguintes critérios servem como desempate: número de vitórias, média de sets e média de pontos.

|  |                                                 |
|  | Equipes classificadas para as quartas de final. |

|     |                           |     | Jogos | Jogos | Jogos | Resultados | Resultados | Resultados | Resultados | Resultados | Resultados | Sets | Sets | Sets  | Pontos | Pontos | Pontos |
| Pos | Equipe                    | Pts | T     | V     | D     | 3–0        | 3–1        | 3–2        | 2–3        | 1–3        | 0–3        | V    | P    | R     | V      | P      | R      |
| --- | ------------------------- | --- | ----- | ----- | ----- | ---------- | ---------- | ---------- | ---------- | ---------- | ---------- | ---- | ---- | ----- | ------ | ------ | ------ |
| 1   | UMSP(+2pts)               | 19  | 7     | 7     | 0     | 2          | 3          | 2          | 0          | 0          | 0          | 21   | 7    | 3,000 | 678    | 553    | 1.226  |
| 2   | Alianza Lima(+1pt)        | 19  | 7     | 6     | 1     | 2          | 4          | 0          | 1          | 0          | 0          | 20   | 7    | 2.857 | 637    | 550    | 1.158  |
| 3   | Regatas Lima              | 15  | 7     | 5     | 2     | 1          | 3          | 1          | 1          | 0          | 1          | 17   | 11   | 1.545 | 656    | 567    | 1.157  |
| 4   | Rebaza Acosta             | 9   | 7     | 3     | 4     | 1          | 1          | 1          | 1          | 2          | 1          | 13   | 15   | 0.867 | 601    | 619    | 0.971  |
| 5   | Géminis de Comas          | 9   | 7     | 3     | 4     | 1          | 2          | 0          | 0          | 3          | 1          | 12   | 14   | 0.857 | 580    | 584    | 0.993  |
| 6   | Circolo Sportivo Italiano | 6   | 7     | 2     | 5     | 2          | 0          | 0          | 0          | 3          | 2          | 9    | 15   | 0.600 | 481    | 563    | 0.854  |
| 7   | Universitario             | 5   | 7     | 2     | 5     | 1          | 0          | 1          | 0          | 3          | 2          | 9    | 17   | 0.529 | 533    | 620    | 0.860  |
| 8   | Deportivo Soan            | 2   | 7     | 0     | 7     | 0          | 0          | 0          | 2          | 2          | 3          | 6    | 21   | 0.286 | 529    | 639    | 0.828  |

#### 1ª Rodada
Resultados
| Data      | Hora  |                  | Placar |                           | Set 1 | Set 2 | Set 3 | Set 4 | Set 5 | Total  | Relatório |
| --------- | ----- | ---------------- | ------ | ------------------------- | ----- | ----- | ----- | ----- | ----- | ------ | --------- |
| 10/2/2024 | 19:00 | Regatas Lima     | 3–2    | Rebaza Acosta             | 23–25 | 20–25 | 25–19 | 25–12 | 15–4  | 108–85 | Relatório |
| 16/2/2024 | 15:00 | UMSP             | 3–0    | Deportivo Soan            | 25–20 | 25–16 | 25–14 |       |       | 75–50  | Relatório |
| 16/2/2024 | 17:30 | Géminis de Comas | 0–3    | Universitario             | 23–25 | 23–25 | 19–25 |       |       | 65–75  | Relatório |
| 17/2/2024 | 17:30 | Alianza Lima     | 3–1    | Circolo Sportivo Italiano | 25–14 | 24–26 | 25–22 | 25–13 |       | 99–75  | Relatório |

#### 2ª Rodada
Resultados
| Data      | Hora  |                           | Placar |                  | Set 1 | Set 2 | Set 3 | Set 4 | Set 5 | Total  | Relatório |
| --------- | ----- | ------------------------- | ------ | ---------------- | ----- | ----- | ----- | ----- | ----- | ------ | --------- |
| 18/2/2024 | 15:00 | Rebaza Acosta             | 1–3    | Géminis de Comas | 23–25 | 20–25 | 25–23 | 18–25 |       | 86–98  | Relatório |
| 18/2/2024 | 17:30 | UMSP                      | 3–1    | Universitario    | 29–31 | 25–14 | 25–14 | 25–20 |       | 104–79 | Relatório |
| 23/2/2024 | 15:00 | Circolo Sportivo Italiano | 0–3    | Regatas Lima     | 17–25 | 19–25 | 11–25 |       |       | 47–75  | Relatório |
| 23/2/2024 | 17:30 | Deportivo Soan            | 0–3    | Alianza Lima     | 20–25 | 17–25 | 19–25 |       |       | 56–75  | Relatório |

#### 3ª Rodada
Resultados
| Data      | Hora  |                | Placar |                           | Set 1 | Set 2 | Set 3 | Set 4 | Set 5 | Total   | Relatório |
| --------- | ----- | -------------- | ------ | ------------------------- | ----- | ----- | ----- | ----- | ----- | ------- | --------- |
| 24/2/2024 | 15:00 | UMSP           | 3–1    | Circolo Sportivo Italiano | 25–18 | 25–13 | 24–26 | 25–20 |       | 99–77   | Relatório |
| 24/2/2024 | 17:30 | Alianza Lima   | 3–1    | Universitario             | 25–16 | 25–21 | 17–25 | 25–18 |       | 92–80   | Relatório |
| 25/2/2024 | 15:00 | Deportivo Soan | 2–3    | Rebaza Acosta             | 18–25 | 26–24 | 28–26 | 22–25 | 13–15 | 107–115 | Relatório |
| 25/2/2024 | 17:30 | Regatas Lima   | 3–1    | Géminis de Comas          | 25–23 | 25–15 | 22–25 | 25–23 |       | 97–86   | Relatório |

#### 4ª Rodada
Resultados
| Data     | Hora  |                           | Placar |                  | Set 1 | Set 2 | Set 3 | Set 4 | Set 5 | Total | Relatório |
| -------- | ----- | ------------------------- | ------ | ---------------- | ----- | ----- | ----- | ----- | ----- | ----- | --------- |
| 2/3/2024 | 15:00 | UMSP                      | 3–0    | Rebaza Acosta    | 25–17 | 25–22 | 25–23 |       |       | 75–62 | Relatório |
| 2/3/2024 | 17:30 | Circolo Sportivo Italiano | 3–0    | Universitario    | 25–13 | 25–17 | 26–24 |       |       | 76–54 | Relatório |
| 3/3/2024 | 15:00 | Deportivo Soan            | 1–3    | Géminis de Comas | 25–22 | 21–25 | 18–25 | 18–25 |       | 82–97 | Relatório |
| 3/3/2024 | 17:30 | Alianza Lima              | 3–0    | Regatas Lima     | 25–21 | 25–23 | 25–22 |       |       | 75–66 | Relatório |

#### 5ª Rodada
Resultados
| Data      | Hora  |                           | Placar |                  | Set 1 | Set 2 | Set 3 | Set 4 | Set 5 | Total  | Relatório |
| --------- | ----- | ------------------------- | ------ | ---------------- | ----- | ----- | ----- | ----- | ----- | ------ | --------- |
| 9/3/2024  | 15:00 | Circolo Sportivo Italiano | 3–0    | Deportivo Soan   | 25–14 | 25–23 | 27–25 |       |       | 77–62  | Relatório |
| 9/3/2024  | 17:30 | Universitario             | 1–3    | Regatas Lima     | 22–25 | 11–25 | 29–27 | 28–30 |       | 90–107 | Relatório |
| 10/3/2024 | 15:00 | Rebaza Acosta             | 1–3    | Alianza Lima     | 16–25 | 25–23 | 13–25 | 25–27 |       | 79–100 | Relatório |
| 10/3/2024 | 17:30 | UMSP                      | 3–1    | Géminis de Comas | 25–18 | 23–25 | 25–21 | 25–15 |       | 98–79  | Relatório |

#### 6ª Rodada
Resultados
| Data      | Hora  |                  | Placar |                           | Set 1 | Set 2 | Set 3 | Set 4 | Set 5 | Total   | Relatório |
| --------- | ----- | ---------------- | ------ | ------------------------- | ----- | ----- | ----- | ----- | ----- | ------- | --------- |
| 16/3/2024 | 15:00 | Rebaza Acosta    | 3–1    | Circolo Sportivo Italiano | 22–25 | 25–13 | 27–25 | 25–17 |       | 99–80   | Relatório |
| 16/3/2024 | 17:30 | Géminis de Comas | 1–3    | Alianza Lima              | 21–25 | 16–25 | 25–22 | 18–25 |       | 80–97   | Relatório |
| 17/3/2024 | 15:00 | Universitario    | 3–2    | Deportivo Soan            | 27–25 | 17–25 | 25–19 | 20–25 | 15–7  | 104–101 | Relatório |
| 17/3/2024 | 17:30 | UMSP             | 3–2    | Regatas Lima              | 25–27 | 25–22 | 22–25 | 26–24 | 15–9  | 113–107 | Relatório |

#### 7ª Rodada
Resultados
| Data      | Hora  |                  | Placar |                           | Set 1 | Set 2 | Set 3 | Set 4 | Set 5 | Total  | Relatório |
| --------- | ----- | ---------------- | ------ | ------------------------- | ----- | ----- | ----- | ----- | ----- | ------ | --------- |
| 23/3/2024 | 15:00 | Regatas Lima     | 3–1    | Deportivo Soan            | 25–25 | 21–25 | 25–14 | 25–17 |       | 96–81  | Relatório |
| 23/3/2024 | 17:30 | Universitario    | 0–3    | Rebaza Acosta             | 20–25 | 14–25 | 17–25 |       |       | 51–75  | Relatório |
| 24/3/2024 | 15:00 | Géminis de Comas | 3–0    | Circolo Sportivo Italiano | 25–15 | 25–20 | 25–14 |       |       | 75–49  | Relatório |
| 24/3/2024 | 17:30 | UMSP             | 3–2    | Alianza Lima              | 26–28 | 25–12 | 25–23 | 23–25 | 15–11 | 114–99 | Relatório |

## Quadrangular de permanência
|  |                                |
|  | Equipes permanecem na Série A. |
|  | Equipe disputará a Revalidação |
|  | Equipe rebaixada               |

### Classificação
|     |                   |     | Jogos | Jogos | Jogos | Resultados | Resultados | Resultados | Resultados | Resultados | Resultados | Sets | Sets | Sets  | Pontos | Pontos | Pontos |
| Pos | Equipe            | Pts | T     | V     | D     | 3–0        | 3–1        | 3–2        | 2–3        | 1–3        | 0–3        | V    | P    | R     | V      | P      | R      |
| --- | ----------------- | --- | ----- | ----- | ----- | ---------- | ---------- | ---------- | ---------- | ---------- | ---------- | ---- | ---- | ----- | ------ | ------ | ------ |
| 1   | Olva Latino       | 9   | 3     | 3     | 0     | 1          | 2          | 0          | 0          | 0          | 0          | 9    | 2    | 4.500 | 258    | 222    | 1.162  |
| 2   | Túpac Amaru       | 6   | 3     | 2     | 1     | 2          | 0          | 0          | 0          | 1          | 0          | 7    | 3    | 2.333 | 233    | 202    | 1.153  |
| 3   | Deportivo Wanka   | 3   | 3     | 1     | 2     | 1          | 0          | 0          | 0          | 1          | 1          | 4    | 6    | 0.667 | 226    | 211    | 1.071  |
| 4   | Deportivo Alianza | 0   | 3     | 0     | 3     | 0          | 0          | 0          | 0          | 0          | 3          | 0    | 9    | 0,000 | 143    | 225    | 0.636  |

#### 1ª Rodada
Resultados
| Data     | Hora  |                 | Placar |                   | Set 1 | Set 2 | Set 3 | Set 4 | Set 5 | Total | Relatório |
| -------- | ----- | --------------- | ------ | ----------------- | ----- | ----- | ----- | ----- | ----- | ----- | --------- |
| 8/2/2024 | 17:00 | Olva Latino     | 3–0    | Deportivo Alianza | 25–11 | 25–18 | 25–15 |       |       | 75–44 | Relatório |
| 8/2/2024 | 19:30 | Deportivo Wanka | 0–3    | Túpac Amaru       | 22–25 | 15–25 | 19–25 |       |       | 56–75 | Relatório |

#### 2ª Rodada
Resultados
| Data     | Hora  |                   | Placar |                 | Set 1 | Set 2 | Set 3 | Set 4 | Set 5 | Total | Relatório |
| -------- | ----- | ----------------- | ------ | --------------- | ----- | ----- | ----- | ----- | ----- | ----- | --------- |
| 9/2/2024 | 17:00 | Olva Latino       | 3–1    | Túpac Amaru     | 18–25 | 25–17 | 25–18 | 25–23 |       | 93–83 | Relatório |
| 9/2/2024 | 19:30 | Deportivo Alianza | 0–3    | Deportivo Wanka | 15–25 | 12–25 | 19–25 |       |       | 46–75 | Relatório |

#### 3ª Rodada
Resultados
| Data      | Hora  |             | Placar |                   | Set 1 | Set 2 | Set 3 | Set 4 | Set 5 | Total | Relatório |
| --------- | ----- | ----------- | ------ | ----------------- | ----- | ----- | ----- | ----- | ----- | ----- | --------- |
| 10/2/2024 | 17:00 | Túpac Amaru | 3–0    | Deportivo Alianza | 25–17 | 25–23 | 25–13 |       |       | 75–53 | Relatório |
| 10/2/2024 | 19:00 | Olva Latino | 3–1    | Deportivo Wanka   | 26–24 | 13–25 | 25–22 | 26–24 |       | 90–95 | Relatório |

## Revalidação
Partida entre o penúltimo da LNSV 2023-24  e o vice-campeão da LNIV 2024. O vencedor disputará a  LNSV 2024-25.
Resultado
| Data      | Hora  |                 | Placar |                | Set 1 | Set 2 | Set 3 | Set 4 | Set 5 | Total | Relatório |
| --------- | ----- | --------------- | ------ | -------------- | ----- | ----- | ----- | ----- | ----- | ----- | --------- |
| 17/2/2024 | 15:00 | Deportivo Wanka | 3–0    | Kazoku No Perú | 25–17 | 25–19 | 25–23 |       |       | 75–59 | Relatório |

## Terceira fase
|  | Quartas-de-final                  | Quartas-de-final                  | Quartas-de-final                  | Quartas-de-final                  | Quartas-de-final                  |   |               | Semifinais               | Semifinais               | Semifinais               | Semifinais               | Semifinais               |                             |                             | Final                       | Final                       | Final                       | Final                       | Final                       |                             |                             |                             |                             |                             |
|  | 30 de março a 10 de abril de 2024 | 30 de março a 10 de abril de 2024 | 30 de março a 10 de abril de 2024 | 30 de março a 10 de abril de 2024 | 30 de março a 10 de abril de 2024 |   |               | 13 a 17 de abril de 2024 | 13 a 17 de abril de 2024 | 13 a 17 de abril de 2024 | 13 a 17 de abril de 2024 | 13 a 17 de abril de 2024 |                             |                             | 19 a 28 de abril de 2024    | 19 a 28 de abril de 2024    | 19 a 28 de abril de 2024    | 19 a 28 de abril de 2024    | 19 a 28 de abril de 2024    |                             |                             |                             |                             |                             |
|  |                                   |                                   |                                   |                                   |                                   |   |               |                          |                          |                          |                          |                          |                             |                             |                             |                             |                             |                             |                             |                             |                             |                             |                             |                             |
|  | 1º                                | UMSP                              | 3                                 | 3                                 | X                                 |   |               |                          |                          |                          |                          |                          |                             |                             |                             |                             |                             |                             |                             |                             |                             |                             |                             |                             |
|  | 8º                                | Deportivo Soan                    | 0                                 | 0                                 | X                                 |   |               |                          |                          |                          |                          |                          |                             |                             |                             |                             |                             |                             |                             |                             |                             |                             |                             |                             |
|  | 8º                                | Deportivo Soan                    | 0                                 | 0                                 | X                                 |   | 1º            | UMSP                     | 3                        | 3                        | X                        |                          |                             |                             |                             |                             |                             |                             |                             |                             |                             |                             |                             |                             |
|  |                                   |                                   |                                   |                                   |                                   |   | 1º            | UMSP                     | 3                        | 3                        | X                        |                          |                             |                             |                             |                             |                             |                             |                             |                             |                             |                             |                             |                             |
|  |                                   | 5º                                | Géminis de Comas                  | 1                                 | 2                                 | X |               |                          |                          |                          |                          |                          |                             |                             |                             |                             |                             |                             |                             |                             |                             |                             |                             |                             |
|  | 4º                                | 5º                                | Géminis de Comas                  | 1                                 | 2                                 | X | Rebaza Acosta | 3                        | 0                        | 1                        |                          |                          |                             |                             |                             |                             |                             |                             |                             |                             |                             |                             |                             |                             |
|  | 4º                                |                                   |                                   |                                   |                                   |   | Rebaza Acosta | 3                        | 0                        | 1                        |                          |                          |                             |                             |                             |                             |                             |                             |                             |                             |                             |                             |                             |                             |
|  | 5º                                | Géminis de Comas                  | 2                                 | 3                                 | 3                                 |   |               |                          |                          |                          |                          |                          |                             |                             |                             |                             |                             |                             |                             |                             |                             |                             |                             |                             |
|  |                                   |                                   |                                   |                                   |                                   |   |               |                          |                          |                          |                          |                          |                             |                             | 1º                          | UMSP                        | 3                           | 0                           | 1                           |                             |                             |                             |                             |                             |
|  |                                   |                                   | 2º                                | Alianza Lima                      | 2                                 | 3 | 3             |                          |                          |                          |                          |                          |                             |                             |                             |                             |                             |                             |                             |                             |                             |                             |                             |                             |
|  | 2º                                | Alianza Lima                      | 3                                 | 3                                 | X                                 |   |               |                          |                          |                          |                          |                          |                             |                             |                             |                             |                             |                             |                             |                             |                             |                             |                             |                             |
|  | 7º                                | Universitario                     | 1                                 | 1                                 | X                                 |   |               |                          |                          |                          |                          |                          |                             |                             |                             |                             |                             |                             |                             |                             |                             |                             |                             |                             |
|  | 7º                                | Universitario                     | 1                                 | 1                                 | X                                 |   | 2º            | Alianza Lima             | 2                        | 3                        | 3                        |                          | Disputa pelo terceiro lugar | Disputa pelo terceiro lugar | Disputa pelo terceiro lugar | Disputa pelo terceiro lugar | Disputa pelo terceiro lugar | Disputa pelo terceiro lugar | Disputa pelo terceiro lugar | Disputa pelo terceiro lugar | Disputa pelo terceiro lugar | Disputa pelo terceiro lugar | Disputa pelo terceiro lugar | Disputa pelo terceiro lugar |
|  |                                   |                                   |                                   |                                   |                                   |   | 2º            | Alianza Lima             | 2                        | 3                        | 3                        |                          | Disputa pelo terceiro lugar | Disputa pelo terceiro lugar | Disputa pelo terceiro lugar | Disputa pelo terceiro lugar | Disputa pelo terceiro lugar | Disputa pelo terceiro lugar | Disputa pelo terceiro lugar | Disputa pelo terceiro lugar | Disputa pelo terceiro lugar | Disputa pelo terceiro lugar | Disputa pelo terceiro lugar | Disputa pelo terceiro lugar |
|  |                                   | 3º                                | Regatas Lima                      | 3                                 | 0                                 | 1 |               |                          | 19 a 21 de abril de 2024 | 19 a 21 de abril de 2024 | 19 a 21 de abril de 2024 | 19 a 21 de abril de 2024 | 19 a 21 de abril de 2024    | 19 a 21 de abril de 2024    | 19 a 21 de abril de 2024    |                             |                             |                             |                             |                             |                             |                             |                             |                             |
|  | 3º                                | 3º                                | Regatas Lima                      | 3                                 | 0                                 | 1 | Regatas Lima  | 3                        | 19 a 21 de abril de 2024 | 19 a 21 de abril de 2024 | 19 a 21 de abril de 2024 | 19 a 21 de abril de 2024 | 19 a 21 de abril de 2024    | 19 a 21 de abril de 2024    | 19 a 21 de abril de 2024    | 3                           | X                           |                             |                             |                             |                             |                             |                             |                             |
|  | 3º                                |                                   |                                   |                                   |                                   |   | Regatas Lima  | 3                        |                          |                          |                          |                          |                             |                             |                             | 3                           | X                           |                             |                             |                             |                             |                             |                             |                             |
|  | 6º                                | Circolo Sportivo Italiano         | 0                                 | 1                                 | X                                 |   |               |                          |                          |                          |                          |                          |                             |                             |                             |                             |                             |                             |                             |                             |                             |                             |                             |                             |
|  |                                   |                                   |                                   |                                   |                                   |   |               |                          |                          |                          |                          |                          |                             |                             | 5º                          | Géminis de Comas            | 3                           | 3                           | X                           |                             |                             |                             |                             |                             |
|  |                                   |                                   |                                   |                                   |                                   |   |               |                          |                          |                          |                          |                          |                             |                             | 3º                          | Regatas Lima                | 2                           | 1                           | X                           |                             |                             |                             |                             |                             |

### Quartas de final
QF1
Resultados
| Data      | Hora  |                | Placar |                | Set 1 | Set 2 | Set 3 | Set 4 | Set 5 | Total | Relatório |
| --------- | ----- | -------------- | ------ | -------------- | ----- | ----- | ----- | ----- | ----- | ----- | --------- |
| 30/3/2024 | 15:00 | UMSP           | 3–0    | Deportivo Soan | 27–25 | 25–12 | 25–16 |       |       | 77–53 | Relatório |
| 6/4/2024  | 15:00 | Deportivo Soan | 0–3    | UMSP           | 15–25 | 18–25 | 22–25 |       |       | 55–75 | Relatório |

QF2
Resultados
| Data      | Hora  |               | Placar |               | Set 1 | Set 2 | Set 3 | Set 4 | Set 5 | Total | Relatório |
| --------- | ----- | ------------- | ------ | ------------- | ----- | ----- | ----- | ----- | ----- | ----- | --------- |
| 31/3/2024 | 17:30 | Alianza Lima  | 3–1    | Universitario | 25–21 | 14–25 | 25–23 | 25–18 |       | 89–87 | Relatório |
| 7/4/2024  | 17:30 | Universitario | 1–3    | Alianza Lima  | 25–22 | 13–25 | 24–26 | 16–25 |       | 78–98 | Relatório |

QF3
Resultados
| Data      | Hora  |                           | Placar |                           | Set 1 | Set 2 | Set 3 | Set 4 | Set 5 | Total  | Relatório |
| --------- | ----- | ------------------------- | ------ | ------------------------- | ----- | ----- | ----- | ----- | ----- | ------ | --------- |
| 31/3/2024 | 15:00 | Regatas Lima              | 3–0    | Circolo Sportivo Italiano | 29–27 | 25–17 | 25–14 |       |       | 79–58  | Relatório |
| 7/4/2024  | 15:00 | Circolo Sportivo Italiano | 1–3    | Regatas Lima              | 27–25 | 20–25 | 24–26 | 13–25 |       | 84–101 | Relatório |

QF4
Resultados
| Data      | Hora  |                  | Placar |                  | Set 1 | Set 2 | Set 3 | Set 4 | Set 5 | Total  | Relatório |
| --------- | ----- | ---------------- | ------ | ---------------- | ----- | ----- | ----- | ----- | ----- | ------ | --------- |
| 30/3/2024 | 17:30 | Rebaza Acosta    | 3–2    | Géminis de Comas | 21–25 | 25–13 | 20–25 | 25–23 | 15–10 | 106–96 | Relatório |
| 6/4/2024  | 17:30 | Géminis de Comas | 3–0    | Rebaza Acosta    | 25–20 | 25–13 | 25–21 |       |       | 75–54  | Relatório |
| 10/4/2024 | 17:30 | Rebaza Acosta    | 1–3    | Géminis de Comas | 23–25 | 23–25 | 25–22 | 19–25 |       | 90–97  | Relatório |

## Classificação pelo quinto lugar

### Playoff A
Resultado
| Data      | Hora  |                | Placar |               | Set 1 | Set 2 | Set 3 | Set 4 | Set 5 | Total | Relatório |
| --------- | ----- | -------------- | ------ | ------------- | ----- | ----- | ----- | ----- | ----- | ----- | --------- |
| 13/4/2024 | 12:30 | Deportivo Soan | 0–3    | Rebaza Acosta | 15–25 | 22–25 | 12–25 |       |       | 49–75 | Relatório |

### Playoff B
Resultado
| Data      | Hora  |                           | Placar |               | Set 1 | Set 2 | Set 3 | Set 4 | Set 5 | Total  | Relatório |
| --------- | ----- | ------------------------- | ------ | ------------- | ----- | ----- | ----- | ----- | ----- | ------ | --------- |
| 14/4/2024 | 12:30 | Circolo Sportivo Italiano | 2–3    | Universitario | 21–25 | 25–22 | 25–13 | 23–25 | 15–6  | 109–91 | Relatório |

### Sétimo lugar
Resultado
| Data      | Hora  |                | Placar |                           | Set 1 | Set 2 | Set 3 | Set 4 | Set 5 | Total | Relatório |
| --------- | ----- | -------------- | ------ | ------------------------- | ----- | ----- | ----- | ----- | ----- | ----- | --------- |
| 17/4/2024 | 15:00 | Deportivo Soan | 0–3    | Circolo Sportivo Italiano | 16–25 | 20–25 | 15–25 |       |       | 51–75 | Relatório |

### Quinto lugar
Resultado
| Data      | Hora  |               | Placar |               | Set 1 | Set 2 | Set 3 | Set 4 | Set 5 | Total  | Relatório |
| --------- | ----- | ------------- | ------ | ------------- | ----- | ----- | ----- | ----- | ----- | ------ | --------- |
| 19/4/2024 | 12:30 | Rebaza Acosta | 1–3    | Universitario | 27–25 | 21–25 | 17–25 | 17–25 |       | 82–100 | Relatório |

### Semifinais
SF1
Resultados
| Data      | Hora  |                  | Placar |                  | Set 1 | Set 2 | Set 3 | Set 4 | Set 5 | Total   | Relatório |
| --------- | ----- | ---------------- | ------ | ---------------- | ----- | ----- | ----- | ----- | ----- | ------- | --------- |
| 13/4/2024 | 15:00 | UMSP             | 3–1    | Géminis de Comas | 25–20 | 23–25 | 25–18 | 25–20 |       | 98–83   | Relatório |
| 14/4/2024 | 17:30 | Géminis de Comas | 2–3    | UMSP             | 24–26 | 25–16 | 26–24 | 22–25 | 11–15 | 108–106 | Relatório |

SF2
Resultados
| Data      | Hora  |              | Placar |              | Set 1 | Set 2 | Set 3 | Set 4 | Set 5 | Total   | Relatório |
| --------- | ----- | ------------ | ------ | ------------ | ----- | ----- | ----- | ----- | ----- | ------- | --------- |
| 13/4/2024 | 17:30 | Alianza Lima | 2–3    | Regatas Lima | 30–28 | 18–25 | 25–20 | 22–25 | 13–15 | 108–113 | Relatório |
| 14/4/2024 | 17:30 | Regatas Lima | 0–3    | Alianza Lima | 21–25 | 24–26 | 10–25 |       |       | 55–76   | Relatório |
| 17/4/2024 | 17:30 | Alianza Lima | 3–1    | Regatas Lima | 25–21 | 23–25 | 25–22 | 25–14 |       | 98–82   | Relatório |

### Terceiro lugar
Resultado
| Data      | Hora  |                  | Placar |                  | Set 1 | Set 2 | Set 3 | Set 4 | Set 5 | Total   | Relatório |
| --------- | ----- | ---------------- | ------ | ---------------- | ----- | ----- | ----- | ----- | ----- | ------- | --------- |
| 19/4/2024 | 15:00 | Géminis de Comas | 3–2    | Regatas Lima     | 23–25 | 25–13 | 20–25 | 29–27 | 15–10 | 112–100 | Relatório |
| 21/4/2024 | 15:00 | Regatas Lima     | 1–3    | Géminis de Comas | 23–25 | 25–18 | 18–25 | 18–25 |       | 84–93   | Relatório |

### Final
Resultados
| Data      | Hora  |              | Placar |              | Set 1 | Set 2 | Set 3 | Set 4 | Set 5 | Total   | Relatório |
| --------- | ----- | ------------ | ------ | ------------ | ----- | ----- | ----- | ----- | ----- | ------- | --------- |
| 19/4/2024 | 17:30 | UMSP         | 3–2    | Alianza Lima | 25–20 | 20–25 | 25–22 | 25–27 | 16–14 | 111–108 | Relatório |
| 21/4/2024 | 17:30 | Alianza Lima | 3–0    | UMSP         | 25–18 | 25–22 | 25–22 |       |       | 75–62   | Relatório |
| 28/4/2024 | 17:30 | UMSP         | 1–3    | Alianza Lima | 20–25 | 25–23 | 18–25 | 23–25 |       | 86–98   | Relatório |

## Classificação final
| Posição           | Equipe                    | Classificação/rebaixamento                                  |
| ----------------- | ------------------------- | ----------------------------------------------------------- |
| Medalha de ouro   | Alianza Lima              | Sul-Americano de Clubes de 2025→ · LNSV 2024/2025 - Série A |
| Medalha de prata  | UMSP                      | LNSV 2024/2025 - Série A                                    |
| Medalha de bronze | Géminis de Comas          | LNSV 2024/2025 - Série A                                    |
| 4                 | Regatas Lima              | LNSV 2024/2025 - Série A                                    |
| 5                 | Universitario             | LNSV 2024/2025 - Série A                                    |
| 6                 | Rebaza Acosta             | LNSV 2024/2025 - Série A                                    |
| 7                 | Circolo Sportivo Italiano | LNSV 2024/2025 - Série A                                    |
| 8                 | Deportivo Soan            | LNSV 2024/2025 - Série A                                    |
| 9                 | Olva Latino               | LNSV 2024/2025 - Série A                                    |
| 10                | Túpac Amaru               | LNSV 2024/2025 - Série A                                    |
| 11                | Deportivo Wanka           | Venceu a Revalidação LNSV 2024/2025 - Série A               |
| 12                | Deportivo Alianza         | LNIV 2025                                                   |

## Premiações
| LNSV 2023/2024                           |
| ---------------------------------------- |
| Alianza Lima Campeão (1° título Peruano) |

### Seleção do campeonato
As atletas que se destacaram individualmente foram:
| Melhor ponteira    | Fernanda Tomé     | UMSP             |
| 2° Melhor ponteira | Ysabella Sánchez  | Alianza Lima     |
| Melhor central     | Flavia Montes     | Regatas Lima     |
| 2° Melhor central  | Florangel Terrero | Géminis de Comas |
| Melhor levantadora | Marina Scherer    | Alianza Lima     |
| Melhor oposto      | Maëva Orlé        | Alianza Lima     |
| Melhor líbero      | Mirian Patiño     | Regatas Lima     |

### Prêmios individuais
As atletas que receberam premiações individuais foram:
| MVP                | Maëva Orlé     | Alianza Lima     |
| Maior pontuadora   | Alondra Tapia  | Géminis de Comas |
| Melhor ataque      | Fernanda Tomé  | UMSP             |
| Melhor levantadora | Marina Scherer | Alianza Lima     |
| Melhor recepção    | Mirian Patiño  | Regatas Lima     |
| Melhor bloqueio    | Flavia Montes  | Regatas Lima     |
| Melhor sacadora    | Brenda Lobatón | UMSP             |
| Melhor líbero      | Pamela Cuya    | UMSP             |